# اولاد بومرداس
اولاد بومرداس یک منطقهٔ مسکونی در الجزایر است که در تجلابین واقع شده‌است. اولاد بومرداس ۵ کیلومتر مربع مساحت دارد ۵۳۰ متر بالاتر از سطح دریا واقع شده‌است.